# Трутт, Энн
Энн Трутт (англ. Anne Truitt, урождённая Энн Дин (англ. Anne Dean); 16 марта 1921, Балтимор, Мэриленд, США — 23 декабря 2004, Вашингтон) — американский скульптор.
В конце 1960-х годов стала широко известна благодаря масштабными минималистическим скульптурам. Наибольшую известность ей принесли персональные выставки в галерее Андре Эммериха в 1963 году и Еврейском музее на Манхэттене в 1966 году. В отличие от современников, Трутт изготавливала скульптуры вручную, избегая промышленного производства. Основанные на образах из прошлого, работы представляли собой визуальный отпечаток памяти. Одним из примеров является серия ранних скульптур Трутт, напоминающая монументальные сегменты белого частокола.

## Ранние годы
Энн Дин выросла в Истоне, на восточном побережье Мэриленда, и провела юность в Ашвилле, штат Северная Каролина. Окончила колледж Брин Маур по специальности психология в 1943 году. Отказавшись от предложения написать докторскую диссертацию в отделении психологии Йельского университета, некоторое время работала медсестрой в психиатрическом отделении Массачусетской больницы общего профиля в Бостоне. В середине 1940-х годов оставила психологию и сначала обратилась к художественной литературе, а затем поступила на курсы Института современного искусства в Вашингтоне. В 1948 году вышла замуж за журналиста Джеймса Трутта, с которым прожила до развода в 1971 году.

## Творчество
В середине 1940-х годов, отказавшись от карьеры в клинической психологии, Трутт начала создавать фигуративные скульптуры. В ноябре 1961 года со своей подругой Мэри Пинкот Мейер скульптор посетила в музее Гуггенхайма выставку Х. Х. Арнасона «Американские абстрактные экспрессионисты и имажисты». Под впечатлением от увиденного обратилась к скульптуре с ограничением геометрических форм. Трутт вспоминала: «...Провела весь день, глядя на искусство... Я видела чёрные полотна Эда Рейнхардта, чёрные и голубые. Затем я спустилась по рампе, свернула за угол и увидел картины Барнетта Ньюмана. Я посмотрела на них, и с этого момента осознала всё. Я никогда не понимала, что можно сделать в искусстве. Иметь достаточно места. Достаточно цвета». Особое впечатление на Трутт произвела «вселенная синей краски» и тонкая модуляция и оттенки цвета в Onement VI Ньюмана. Своеобразие абстрактных экспрессионистов, которую она нашла в работах Барнетта Ньюмана и Эда Рейнхардта, поразило Трутт и стало поворотным моментом в её творчестве.
Первая деревянная скульптура Трутт, названная First (1961), представляет собой три белые заострённые штакетины разного размера, закреплённые в основании и соединённые сзади планками, напоминающие фрагмент забора. Эти формы содержат, скорее, воспоминания о детстве, чем отражение «прямого результата эмпирического восприятия». Работа является проницаемым воспоминанием об идее ограждения, причём всех ограждений, которые видела Трутт, а не какого-то определённого. В 1964—1967 годах Трутт вместе с мужем мужем, назначенным руководителем японского бюро Newsweek, переехала в Японию, где создавала алюминиевые скульптуры. Перед первой ретроспективной выставкой в Нью-Йорке она решила, что ей не нравятся работы и уничтожила их.
Скульптуры, обеспечившие Энн Трутт место в истории минимализма, агрессивно окрашены и вызывающе просты, часто имеют большой размер. Изготовленные из дерева и однотонно окрашенные акрилом, они напоминают гладкие прямоугольные колонны или столбы. Трутт создавала чертежи своих конструкций в уменьшенном масштабе, затем их изготовлял столяр. Конструкции приподняты над землёй и часто полые, что позволяет древесине дышать при изменении температуры. Трутт грунтовала дерево гипсом, а затем наносила до 40 слоев акриловой краски, чередуя горизонтальные и вертикальные мазки и шлифуя каждый слой. Художница стремилась удалить любые следы кисти и создавала идеально гладкие цветные плоскости. Слои краски образуют поверхность с ощутимой глубиной. Кроме того, осязаемая поверхность краски передает постоянно сопровождавшее Трутт чувство географии, через вертикальные и горизонтальные мазки отсылающие к широте и долготе. Творческий процесс сочетает «непосредственность интуиции, устранение предварительно подготовленных материалов и близость интимность ручной работы». Скрытые основания скульптур приподнимают их достаточно на достаточную высоту, чтобы создать ощущение парения. Граница между скульптурой и землей кажется иллюзорной. Эта формальная амбивалентность находит отражение в утверждении, что цвет содержит психологическую вибрацию, которая, будучи очищенной, как на скульптуре, изолирует представляемое событие как вещь, а не как чувство. Событие становится произведением искусства, визуальным ощущением цвета. Картины серии Arundel, начатой в 1973 году, представляют собой едва видимые графитовые линии и скопления белой краски на белых поверхностях. В работе Ice Blink (1989) кремового цвета имеются тонкие полоски красного в нижней части картины, достаточные, чтобы определить перспективу. Аналогичную функцию несёт полоса фиолетового в нижней части небесно-синей Memory  (1981). Начатые примерно в 2001 году, Piths, полотна с преднамеренно потертыми краями, покрытые толстыми чёрными мазками краски, указывают на интерес Трутт к формам, размывающим грань между двумя и тремя измерениями.
На первом показе, прошедшем в галерее Андре Эммериха, Трутт представила шесть скульптур из тополя, раскрашенные вручную, в том числе Ship-Lap, Catawba, Tribute, Platte и Hardcastle. Эммерих на долгое время стал её арт-дилером. Трутт познакомили с Эммерихом через Кеннета Ноланда, которого также представлял Эммерих. В рассказах о первой персональной выставке Трутт можно заметить проявление шовинистических взглядов, имевшихся в нью-йоркском арт-сообществе 1960-х годов. Гринберг, Рубин и Ноланд выбрали произведения для выставки и организовали их размещения без какого-либо участия самой Трутт. Они часто называли её «доброй женой Джеймса Трутта», а Эммерих просил Трутт не указывать имени, чтобы скрыть половую принадлежность, надеясь, что это поможет более благожелательному приёму выставки. После выставки Гринберг в эссе Recentness of Sculpture (1967) заявил, что работы Трутт «предвосхитили» искусство минимализма. Утверждение Гринберга не вполне корректное, так как Дональд Джадд, Роберт Моррис и Дэн Флавин представили свои работы раньше.
Живопись Трутт не часто упоминаются при описании её творчества. В течение большей части 1950-х годов Трутт использовала карандаш, акрил и чернила, создавая не только эскизы для более поздних скульптур, но и рисунки, которые являлись независимыми произведения искусства. Трутт также опубликовала три книг: Daybook, Turn и Prospect. В Prospect, своем третьем томе размышлений, Трутт решила пересмотреть «весь свой опыт художника», а также дочери, матери, бабушки, учителя и человека в вечном поиске. В течение многих лет она работала профессором Мэрилендского университета в Колледж-Парке и исполняла обязанности временного президента в колонии художников Яддо.
Трутт умерла 23 декабря 2004 года в Мемориальной больнице Сибли в Вашингтоне от осложнений после операции на брюшной полости. После неё осталось трое детей и восемь внуков, среди них — писатель Чарльз Финч.

## Наследие
Наследие Энн Трутт находится в ведении галереи Мэтью Маркса в Нью-Йорке и галереи Стивена Фридмана в Лондоне.

## Выставки
Первая персональная выставка Трутт состоялась в феврале 1963 года в галерее Андре Эммериха в Нью-Йорке. В Вашингтоне её работы были представлены в галерее «Пирамида», которая впоследствии стала галереей «Осуна». Работы были включены в выставку 1964 года «Черный, белый и серый» в Wadsworth Atheneum в Хартфорде, штат Коннектикут, которую называют первой выставкой минималистов. Она была одной из трех женщин, участвовавших в представительной выставке 1966 года Primary Structures в Еврейском музее в Нью-Йорке. После этого персональные выставки Трутт прошли в Музее американского искусства Уитни (Нью-Йорк, 1973), Галерее искусств Коркоран (Вашингтон, 1974) и Балтиморском художественном музее (1974, 1992). В 2009 году Музей и сад скульптур Хиршхорн (Вашингтон) организовали ретроспективу работ Трутт, в экспозицию которой вошли 49 скульптур и 35 картин и рисунков. С 19 ноября 2017 года по 1 апреля 2018 года в Национальной галерее искусств прошла выставка In the Tower: Anne Truitt.

## Работы в коллекциях
Работы Энн Трутт хранятся в музейных коллекциях по всем США, включая Смитсоновский музей американского искусства (Вашингтон), Национальный музей женщин в искусстве (Вашингтон), Музей современного искусства (Нью-Йорк), Музей американского искусства Уитни.